# Dobberworth

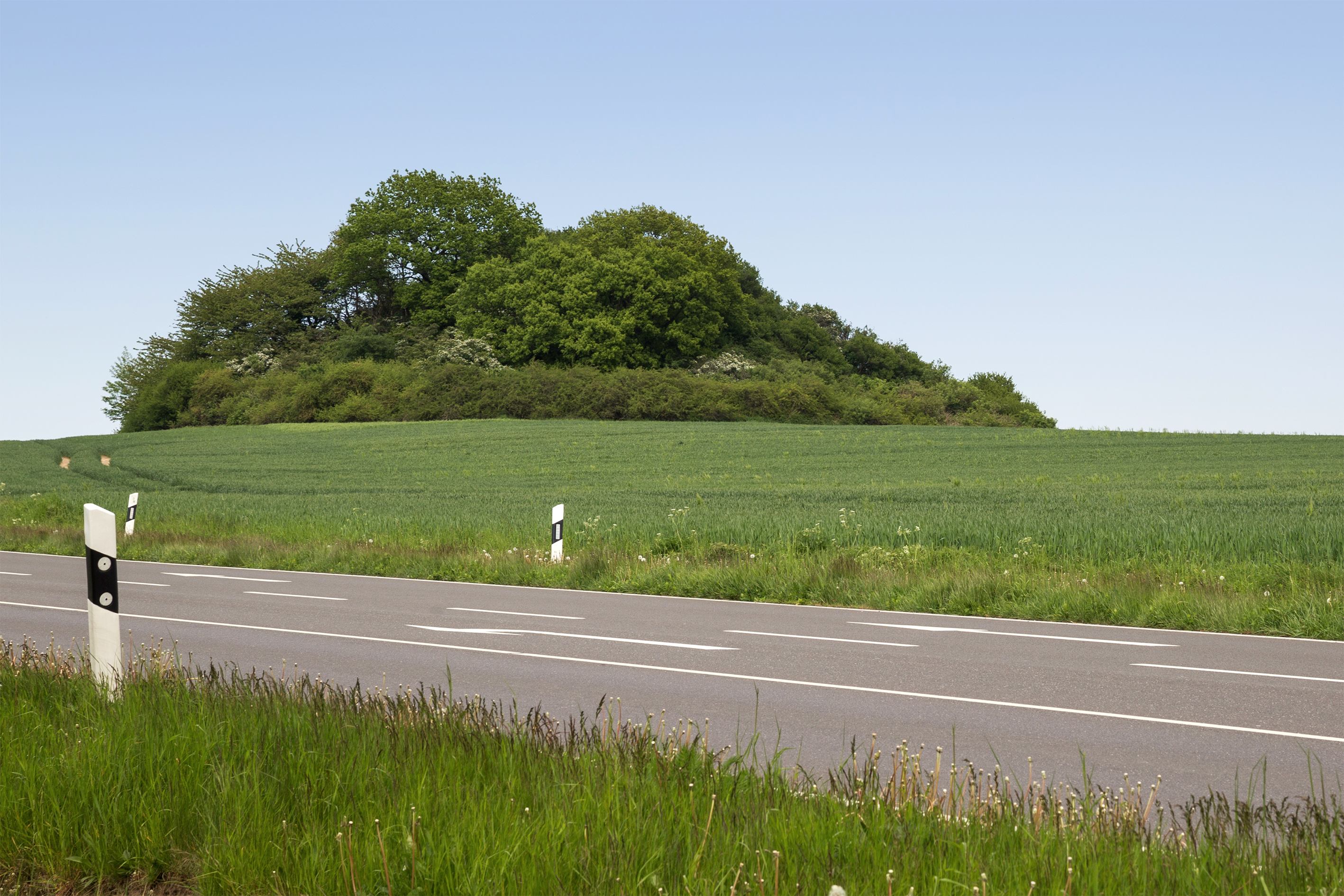
Dobberworth von Südwesten gesehen

Der Dobberworth, auch Dubberworth, ist eines der größten Hügelgräber Norddeutschlands und befindet sich am Südrand der Ortslage Sagard auf Rügen. Der Grabhügel ist mit einer Höhe von 15 m und einem geschätzten Volumen von 22.000 m³, einem Umfang von 150 m und einem Durchmesser von 40 m Rügens größtes Hügelgrab. Seine Entstehungszeit ist unbekannt, vermutet wird die Bronzezeit. Die Herkunft des Namens ist ebenfalls unsicher, der Namensbestandteil -worth könnte von Worte oder Wurt herrühren und einen erhöhten Platz bezeichnen.
Der Sage nach wurde der Dobberworth von einem Riesen errichtet, der die Furt zwischen dem Großen und dem Kleinen Jasmunder Bodden zuschütten wollte und unterwegs die mitgebrachte Erde verlor. Eine Version dieser Sage schreibt dies einer Riesin zu, deren Liebe zum Rügenfürsten nicht erwidert wurde und die sich zornentbrannt auf den Weg zu demselben machte, um Rache zu nehmen. Eine andere Version schreibt den Dobberworth dem Riesen Scharmak zu, der seine Freundin besuchen wollte. Eine weitere Sage handelt von Unterirdischen, die im Dobberworth wohnen und dort Schätze hüten.